# Kopparstjärtad smaragd
Kopparstjärtad smaragd (Saucerottia cupreicauda) är en fågel i familjen kolibrier.

## Utbredning och systematik
Fågeln förekommer i norra Sydamerika huvudsakligen i Venezuela. Den delas in i fyra underarter med följande utbredning:
- cupreicauda – högländer och tepuis i sydöstra Venezuela, västra Guyana och nordligaste Brasilien (Roraima)
- duidae – södra Venezuela (Cerro Duida, i Amazonas)
- laireti – tepuis i allra sydligaste Venezuela och möjligen norra Brasilien
- pacaraimae – sydöstra Venezuela (Cerro Urutaní, i södra Bolívar)

Den kategoriserades tidigare som del av grönbukig smaragd (Saucerottia viridigaster) men urskildes 2014 som egen art av BirdLife International, 2022 av tongivande eBird/Clements och 2023 av International Ornithological Congress.

### Släktestillhörighet
Fågeln placeras traditionellt i släktet Amazilia, men genetiska studier visar att arterna i släktet inte står varandra närmast. Den har därför flyttats tillsammans med flera andra centralamerikanska arter till släktet Saucerottia.

## Status och hot
Arten har ett stort utbredningsområde, men tros minska i antal, dock inte tillräckligt kraftigt för att den ska betraktas som hotad. Internationella naturvårdsunionen IUCN listar arten som livskraftig (LC).